# El beso de Judas (libro)
El beso de Judas es un conjunto de ocho ensayos escritos por Joan Fontcuberta i Villà, considerados actualmente un clásico de la teoría de la fotografía. Se trata de una obra escrita al largo de su trayectoria como pensador, y su primera edición se publicó en 1997, aun y así, la que conocemos de este libro no se publicó hasta 2015. El libro cuestiona conceptos como la fotografía y el uso de ésta en el día a día, hecho que ha dado pie a que mucha gente se replantee la forma de ver la naturaleza de las imágenes. El autor parte de la crítica hacia la tesis que describe la fotografía como una evidencia y que ésta se encuentra al servicio de la verdad. A partir de vivencias personales, Joan Fontcuberta cuestiona ésta creencia y reflexiona sobre aspectos fundamentales de la creación y cultura actual.
Aunque parte del libro se plantee la misma naturaleza de la fotografía, la evolución tecnológica y social que ha vivido el mundo en estos últimos años es un factor que condiciona en gran parte la manera en la que entendemos este arte. Respecto a este hecho, el autor enfatiza los cambios constantes del mundo contemporáneo y debate sobre el tema de si las apariencias han acabado sustituyendo a la realidad. Se trata de una obra muy conocida en el mundo audiovisual y su contenido ha acabado siendo materia de enseñanza y debate en centros escolares y universitarios. 
Los individuos que viven en la sociedad actual reciben tantos inputs día tras día que la gente  duda entre qué es verdad y qué no. Este ensayo muestra el punto de vista del fotógrafo y profesor Fontcuberta sobre el papel que juega la fotografía hoy día.

## Sobre el autor
Joan Fontcuberta (Barcelona, 1955) es fotógrafo, ensayista, crítico y profesor. Podemos reconocerlo por sus monografías, como Herbarium (Barcelona, 1984), Fauna (Göttingen, 1987) o Història artificial (Valencia, 1992). No obstante, su obra no se limita a pura fotografía, sino que en su labor como pensador ha escrito diversos libros como Fotografia: conceptes i procedimients ( Barcelona, 1990) o Ciència i fricció. Fotografia, natura, artifici (Mestizo, Murcia, 1998). Asimismo se le conoce por sus diversos premios a nivel internacional, como David Octavious Hill (Alemanya, 1988) o Chevalier de l'Ordre des Arts et des Lettres  (França 1994), entre otros.
Como se puede apreciar en muchos de sus trabajos, la frontera entre realidad y ficción se vuelve quebradiza hasta tal punto que el espectador acaba dudando de su propia mirada y interpretación de la verdad.  El autor, también llamado como “el pensador de imágenes” busca siempre un grado de implicación por parte de este en sus propias obras.
Para más información sobre el artista puedes visitar su propia página de Wikipedia aquí.

## Ideas planteadas en el libro por capítulos

### Pecados originales
En este primer episodio plantea diferentes ideas.  Empieza afirmando la triple lectura que todos los mensajes tienen:  nos habla del objeto, sujeto y el propio medio. Para la fotografía, estas tres partes el propio autor las denomina como ojo, objeto y objetivo. Niega que obligatoriamente haya de haber un equilibrio entre ellas, sino más bien las compara con coordenadas entre las que se posiciona un mensaje.
Seguidamente hace referencia a la creencia de que la fotografía se entienda como la manera en que la naturaleza se representaba a sí misma. Este hecho presupone la ausencia de intervención y de interpretación, viéndola como una obtención directa de la verdad.
Finalmente expone diferentes razones por las cuales la fotografía es vista como algo prohibido. Por la incomodidad psicológica que puede provocar la presencia de un fotógrafo (visto como un intruso); el hecho de considerar la fotografía como transgresión de las normas o un riesgo para la intimidad de las personas (“el carácter pornográfico de la mostración”, como el libro afirma), entre muchas otras razones.

### Elogio del Vampiro
El autor continúa con la idea de la verdad y el espejo, pero en vez de entender éste como recuerdo, lo usa como reflejo de la verdad y sinceridad. Plantea dos personajes; los narcisistas y los vampiros, mientras que el primero está enamorado de su propia imagen, el segundo carece de reflejo, ya que los espejos no reflejan su imagen. Metafísicamente plantean conceptos antagónicos.  En esta parte plantea asimismo un diálogo con la obra de Diane Arbus y su forma de ver la fotografía. Por último, habla de los films de Cindy Sherman, donde varia tanto la posición estética como la moral. Entiende la imagen que se da de la mujer como un montón de clichés generados por la publicidad, argumenta que los típicos jóvenes estadounidenses con rostro perfecto que se ven en los anuncios son fotografías de personas que realmente no existen, sino fantasmas.

### Videncia y Evidencia
En este capítulo se entiende la fotografía como un tipo de escritura, de lenguaje escrito. Plantea y expone el pensamiento de Borges, que sustenta que no hay nada más doloroso que el recuerdo exhaustivo de toda nuestra vida. Menciona la doble polaridad funcional de la fotografía: por un lado, fotografiamos para olvidar muchos recuerdos, discriminándolos, pero a la vez sustituyéndolos por los que queremos recordar del pasado. Esta sustitución lleva al olvido de muchos pensamientos, permitiéndonos ser felices. Refuerza la idea con el discurso de Nan Goldin, quien afirma que la fotografía debería estar no sólo en bodas sino también en funerales, no sólo en cumpleaños, sino también en palizas, entre otros ejemplos. La tesis fundamental que el autor lanza en esta parte es el tránsito de la fotografía como evidencia a la fotografía como evidencia.  Finalmente lanza la idea que las imágenes no son nada más que espectros que, como el alma, han abandonado el cuerpo de las cosas fotografiadas. Estas capturas son entendidas como las carcasas, el envoltorio de la vida que el fotógrafo ha matado en la imagen dejando solo el cuerpo exterior visible. Hace una comparación con las naturalezas muertas.

### Los peces de Enoshima
En la cuarta tesis de su libro hace referencia a un pueblo japonés donde los pescadores hacen sus carteles con estampaciones de los propios peces que pescan.  “ El contacto del pez sobre el papel solo permite fijar su propia silueta, con su tamaño real, sin ningún tipo de trampa”. En esa parte menciona la creencia que a lo largo discute: “El objeto se presenta a sí mismo, mediante la luz que lo refleja. La imagen no es más que el rastro del impacto de la luz sobre la superficie fotosensible: un rastro-memoria”.
Delante de esta afirmación, el autor comenta la forma de venderse de muchas multinacionales, mediante imágenes condicionadas totalmente por el appetite appeal. “Podríamos decir que estas fotos son huellas codificadas que muestran el desajuste entre imagen y experiencia… no constituyen sino memoria aplicada”. Se contraponen la forma de vender oriental tradicional con la occidental moderna. 

### La Ciudad Fantasma
El título de este capítulo hace referencia a los pueblos acabados por las crisis económicas, o destrozados por algún desastre natural que han servido como tema para muchos fotógrafos como tema. Joan Fontcuberta también plantea lo que en un momento se entendía como “Documentalismo subjetivo”, es decir, “reivindicar el yo sin renunciar a la estética de lo documental”, poniendo como ejemplo las tesis de diferentes fotógrafos como Lewis Baltz o Joe Deal.  El autor muestra al lector como al fotografiar por ejemplo un paisaje urbano, un barrio, grupo étnico o subcultura cada vez lo subjetivo prevalece más sobre lo documental, lo “abstracto sobre lo descriptivo”, y hace entender una idea al lector que se reitera a lo largo de los capítulos, la afirmación de Mc Luhan “el medio es el mensaje”.
También expone la idea de ver la fotografía como un combate con el tiempo para inmortalizar éste, viendo la cámara como un artilugio infernal que transporta de una época a otra y posee instantes de tiempo. Por último, en este capítulo manda la última afirmación haciendo referencia a los falsos defectos que muchos fotógrafos ven en sus capturas, y invita a “que los defectos se conviertan en signos intencionales”. Habla también de la sobrevaloración de las cualidades cómo máxima resolución o fiel traducción de la escala tonal.

### La Tribu que nunca existió
En esta tesis Joan Fontcuberta pone un ejemplo famoso de una tribu imaginaria que se hizo famosa por todo el mundo y más tarde se descubrió que era falsa, hecho del que nadie era consciente. Hace referencia a la facilidad que tiene la mass media para ser totalmente creíble a ojos de la población, pese a toda la manipulación que hay detrás. Explica asimismo las infinitas posibilidades que tiene un fotógrafo para manipular la imagen haciendo referencia a la más básica: decidir el encuadre y discriminar todo aquello que no se quiere que salga en la foto.  Contrapone esta idea a la creencia general de que la cámara se nos impone a primera vista como un generador de evidencias.  Habla de los dos estilos de manipulación: el de creación (fotomontaje) y el de mejora (con el cine, las cámaras o los ordenadores). Sella estos argumentos con la afirmación “crear significa manipular”, volviendo a hacer referencia a Mc Luhan.

### Verdades, ficciones y dudas razonables
En este penúltimo apartado, el autor expone que la fotografía no sólo ha permitido el engaño, sino que lo ha facilitado. Las fotografías no se encargan de corroborar nuestra verdad, sino que fundamentan la suya propia. Poniendo como ejemplo a Sebastiao Salgado, afirma que "la mayoría de foto documentalistas no tenían la misión de dar forma a la verdad, sino a la persuasión”. También habla del paso de la huella metálica a la digital, el uso de software de tratamiento de imagen(Photoshop) que sustituye la técnica del aerógrafo y del fotomontaje. Por último habla de la técnica del happening.

### La escritura de las apariencias
Finalmente, en su última tesis habla de la búsqueda de la identidad perdida, se remonta a las pinturas como las de Remmbrandt, momento en que los medios de comunicación de la época relacionaban ciertas imágenes con culturas y estereotipos. Este hecho hacía que las imágenes simbólicas y totalmente arbitrarias fueran entendidas como la verdad, en la época. Por último hace referencia a cómo se hace una teatralización de la realidad y se mejoran las estrategias de falsificación día tras día.

## Tesis de la obra
Toda fotografía es una ficción que se presenta como verdadera. Contra lo que nos han inculcado, contra lo que solemos pensar, la fotografía miente siempre, miente por instinto, miente porque su naturaleza no le permite hacer otra cosa. Pero lo importante no es esa mentira inevitable. Lo importante es cómo la usa el fotógrafo, el control ejercido por éste para imponer una dirección ética a su mentira. El buen fotógrafo es el que miente bien la verdad.
La fotografía actúa como el beso de Judas: el falso afecto vendido por treinta monedas. Un acto hipócrita y desleal que esconde una terrible traición: la delación de quien dice precisamente personificar la verdad y la vida.

## Contexto
Se trata de una obra que está muy relacionada con su contexto histórico y la evolución de cómo la sociedad ha entendido la labor de la fotografía al largo de los años. Durante todo el libro encontramos diversas referencias a fechas de finales del siglo XX, aunque el contexto del libro también se enmarca en principios del siglo XXI.
Cabe recalcar que, además de estos ejemplos, en el libro hay una gran cantidad de exposiciones, libros y obras de otros artistas mencionadas y comentadas con el año de su publicación. Algunas de las referencias temporales son las siguientes:
Finales 1992: los medios de comunicación difundieron la noticia que en Israel una empresa vinculada a la compañía telefónica ofrecía comunicarse con Dios. También comenta cómo vivieron la sociedad y él mismo la noticia.
1987-1992: Demolición de una vasta zona industrial que sería la futura Villa Olímpica. 
1966: Invención de la tribu Tasaday por el antropólogo Manuel Elizalde Jr.
1937: Un periodista es engañado por el general Franco con unas fotografías que no corresponden a Guernika.
Ejemplos extraídos del libro
Fontcuberta menciona también indirectamente la sociedad contemporánea a su obra en diversas ocasiones, como en el capítulo que habla sobre los peces de Enoshima, comparando los vendedores de éstos con la forma de vender de las grandes multinacionales, las cuales usan el appetite appeal para ganar más dinero. 
Asimismo, en la obra también hace referencia al uso de software de tratamiento de la imagen (Photoshop, Live Picture…), que sustituyen a la técnica del aerógrafo y fotomontaje. Hay indicios de cómo la tecnología avanza paralelamente a las oportunidades de retoque y manipulación de la imagen, cada vez más amplias. Estos hechos sucedidos le ayudan a relacionar su obra y su tesis con el momento histórico vivido el momento, de esta manera el libro se dota de más verificabilidad y es más persuasivo. 
Al fin y al cabo, todos los ejemplos que el autor va dando sobre momentos históricos giran en torno a un mismo eje: demostrar al lector cómo la sociedad en general es constantemente engañada tanto por medios de comunicación como fotógrafos aislados, ya que las fotografías no representan nada más que ficciones. Para corroborar tal teoría, el autor muestra ejemplos de diversos engaños que la gente cree en su día a día.